# (6086) 1987 VU
(6086) 1987 VU (1987 VU, 1960 WA, 1969 TN6, 1969 VD3) — астероїд головного поясу.
Тіссеранів параметр щодо Юпітера — 3,320.